# Charles-Marie de Faucigny-Lucinge
Charles-Marie de Faucigny-Lucinge, né le 16 août 1824 à Paris et mort le 11 mars 1910 à Paris, prince de Lucinge, comte de Faucigny et de Coligny, est un homme politique français. Il est issu de la Maison de Faucigny-Lucinge.

## Biographie
Charles-Marie de Faucigny-Lucinge est le fils du prince Ferdinand de Faucigny-Lucinge, fils d'Amédée de Faucigny-Lucinge, et de Charlotte de Bourbon, comtesse d'Issoudun, fille légitimée du duc de Berry et d'Amy Brown[réf. nécessaire]. Il est donc l'arrière petit-fils du Roi Charles X, le neveu du comte de Chambord et le cousin d'Athanase de Charette.
Candidat conservateur dans la 1re circonscription de Guingamp (Côtes-du-Nord), il est élu député le 9 mars 1876 au terme du second tour du scrutin. Il prit place à droite, dans la minorité monarchiste mais pour très peu de temps puisque son élection fut invalidée. Le 27 août 1876, le prince de Faucigny-Lucinge n'obtint plus que 5,834 voix contre 6,324 accordées à Jean-François Huon, son adversaire républicain, qui fut élu à sa place. De nouveau candidat à la chambre basse à la suite de la crise du Seize Mai, il est réélu député le 14 octobre 1877. Invalidé à nouveau, il renonça à sa candidature, et fut remplacé définitivement par son ancien concurrent, Huon, le 14 juillet 1878. Il conserve toutefois ses mandats locaux de conseiller général du canton de Belle-Isle-en-Terre et de maire de Loc-Envel.

## Mariages et descendance
Charles-Marie de Faucigny-Lucinge épouse en 1859 Françoise de Sesmaisons (Paris, 20 juillet 1839 - château de Coat-an-Noz, 1er juin 1901), fille du comte Louis de Sesmaisons et de Cécile de Kergorlay. Elle était la petite-fille de Florian de Kergorlay, la nièce de Rogatien Louis Olivier de Sesmaisons. Elle était l'héritière de l'hôtel de Sesmaisons, à Nantes, et fit construire à Belle-Isle-en-Terre (Côtes d'Armor) le château de Coat an Noz.
Veuf, il se remarie en 1903 avec Alix de Choiseul Gouffier (Vilnius, 29 mars 1835 - Paris 8e, 5 novembre 1915), fille du comte Artus de Choiseul Gouffier et de la comtesse Wanda Niesolowska. Elle était veuve en premières noces du vicomte Louis de Janzé et était la petite fille de Antoine-Louis-Octave de Choiseul-Gouffier. Elle est l'auteur de plusieurs ouvrages. 
Dont, du premier mariage :
- Henri de Faucigny Lucinge  (30 août 1860 - 2 août 1880) ;
- Robert de Faucigny Lucinge (décembre 1861 - 24 avril 1862) ;
- Aymar de Faucigny Lucinge (mars 1863 - Paris, 19 novembre 1864) ;
- Rodolphe de Faucigny Lucinge (Paris 23 mai 1864 - Basse-Terre, Guadeloupe, 15 novembre 1907), marié en 1888 avec Léonie Mortier de Trévise (1866-1939), sans postérité ;
- Ferdinand de Faucigny Lucinge, prince de Lucinge, prince de Cystria (château de Chermont, Creuzier-le-Neuf, 25 mars 1868 - Saint-Mandé, 6 septembre 1928), marié en 1891 avec Elisa Cahen d'Anvers (1873-1899), puis en 1901 avec May Ephrussi (1880-1964), dont postérité : du premier mariage, il est le père de Bertrand de Faucigny Lucinge, du second mariage le grand-père maternel du prince Jean de Broglie ;
- Gérard de Faucigny Lucinge, prince de Lucinge, prince de Cystria (château de Chermont, Creuzier-le-Neuf, 18 décembre 1869 - Paris 8e, 3 janvier 1949), marié en 1897 avec Hélène de Montesquiou Fezensac (1878-1927). Dont postérité ;
- Rogatien de Faucigny Lucinge (château de Chermont, Creuzier-le-Neuf, 18 juillet 1871 - Paris 8e, 10 avril 1953), marié en 1898 avec Marguerite de Chastenet de Puységur (1878-1963), dont postérité ;
- Guy de Faucigny Lucinge (Belle-Isle-en-Terre, 12 janvier 1876 - Paris 8e, 7 juillet 1914), marié en 1902 avec Nativitad Terry (1882-1960), dont postérité : ils sont les beaux-parents d'Alfred Fabre-Luce, de Baba de Faucigny Lucinge ; les grands-parents maternels d'Anne-Aymone Giscard d'Estaing[5].

### Sources
- « Charles-Marie de Faucigny-Lucinge », dans Adolphe Robert et Gaston Cougny, Dictionnaire des parlementaires français, Edgar Bourloton, 1889-1891 [détail de l’édition]